# Reinier van Oostenrijk (1827-1913)

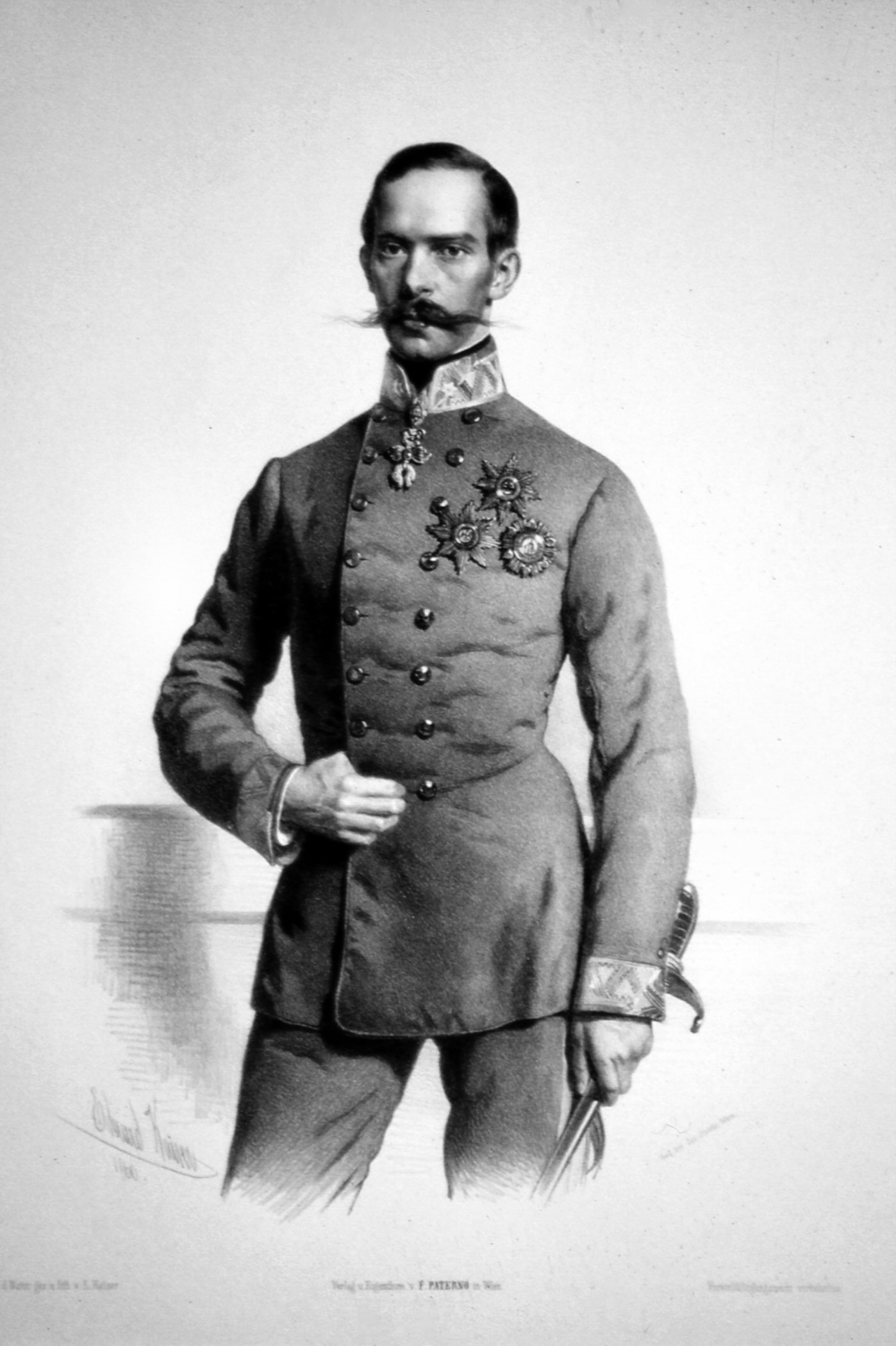
Aartshertog Reinier(1860)

Reinier Ferdinand Maria Johan Evangelist Frans Ignaas (Milaan, 11 januari 1827 — aldaar, 27 januari 1913), aartshertog van Oostenrijk, was van 1861 tot 1865 minister-president van Oostenrijk.
Hij was de vierde zoon van aartshertog Reinier (1783-1853), zoon van keizer Leopold II en onderkoning van Lombardije-Venetië, en Elisabeth van Savoye-Carignano (1800-1856), een zuster van koning Karel Albert van Sardinië. 
In 1852 huwde hij aartshertogin Maria Caroline (1825-1915), een dochter van zijn oom aartshertog Karel. Het huwelijk bleef kinderloos.
Reinier werd in 1857 door keizer Frans Jozef I van Oostenrijk tot president van de Rijksraad van Oostenrijk benoemd. Van 1861 tot 1865 was hij formeel minister-president in het liberale kabinet van Anton von Schmerling. Hij was van 1868 tot 1906 opperbevelhebber van de Cisleithanische landweer en werd in 1874 Feldzeugmeister.
Aartshertog Reinier is ook bekend van zijn steun aan de wetenschap. Hij was sinds 1862 curator van de Oostenrijkse Academie van Wetenschappen en in 1873 president van de commissie voor de Wereldtentoonstelling. Op zijn initiatief werd in 1863 het Österreichisches Museum für angewandte Kunst gesticht. In 1884 verwierf hij een te Fajoem gevonden handschriftenverzameling, de Papyruskollektion Erzherzog Rainer, die hij aan de Hofbibliotheek schonk.